# Dominique Fastré
Dominique Fastré est un architecte belge adepte de l'Art nouveau et actif à Bruxelles.

## Biographie
Dominique Fastré est un architecte éclectique des années 1890 qui a également réalisé quelques immeubles de style Art nouveau peu après 1900.

## Réalisations remarquables
Le plus bel immeuble Art nouveau réalisé par Dominique Fastré est celui qu'il a construit pour les « Grandes Galeries Belges » à la rue Neuve à Bruxelles.

## Immeubles de style éclectique
- 1889 : rue Scailquin, 28 (immeuble d'inspiration "néo-Renaissance")
- 1890 : rue Auguste Orts, 3 à 31
- 1908 : immeuble de Monsieur Billet, rue des Coteaux, actuel 55-57, avec sgraffites (lauriers, têtes) de Gabriel Van Dievoet
- 1912 : angle entre avenue de la Porte de Hal et avenue Jean Volders (avenue de la Porte de Hal 17 et avenue Jean Volders 2-4)

## Immeubles de style néoclassique
- 1890 : rue des Poissonniers, 2 à 24

## Immeubles de style « Art nouveau floral »
- 1901 : « Grandes Galeries Belges », rue Neuve 36-38[1].
- 1904 : rue Tiberghien, 10[2]
- 1904 : rue Tiberghien, 12